# Kærlighed og Venskab
Kærlighed og Venskab er en dansk stum dramafilm fra 1912 produceret af Nordisk Films Kompagni og instrueret af Eduard Schnedler-Sørensen efter manuskript af Gerda Christophersen. Filmens hovedroller spilles af Clara Wieth, Agnete Blom og Aage Fønss.
Filmen havde dansk premiere den 8. januar 1912 i Panoptikon Teatret og blev i  tysktalende lande distribueret som Wenn die Liebe stirbt, i engelsktalende lande som Love and Friendship, i svensktalende lande som Kärlek och vänskap og i fransktalende lande som Amour et Amiété.

## Handling
Kostskoleveninderne Edith og Yvonnes fortrolige venskab sættes på prøve af skæbnen i dette tragiske trekantsdrama. Deres veje skilles, da Ediths far dør, og hun må flytte hjem til sin mor. Årene går, Edith bliver gift med en flot officer, mens Yvonne forfølger en kunstnerkarriere. Gang på gang afslår hun Ediths invitationer til at komme og bo hos hende og hendes officer, Kai Hornung. Og da hun omsider kommer for at hvile et par uger, slår det gnister mellem Yvonne og Kai – og dramaet ender blodigt.

## Medvirkende
- Clara Wieth - Edith Brun
- Agnete Blom - Yvonne Breville, Edits veninde
- Aage Fønss - Kai Hornung, officer, Ediths mand
- Aage Hertel - En russisk fyrste
- Tage Hertel
- Zanny Petersen
- Frederik Jacobsen
- Knud Rassow
- Tronier Funder
- Elith Pio
- Franz Skondrup
- Axel Boesen
- H.C. Nielsen
- Johanne Krum-Hunderup
- Mathilde Felumb Friis
- Lily Frederiksen
- Otto Lagoni